# Editorialista
Un editorialista è un giornalista - solitamente una firma di chiara fama - che commenta su un quotidiano o un rotocalco il fatto del giorno che può riguardare tanto la politica quanto il costume, la musica, lo spettacolo, le arti o semplicemente un evento di interesse internazionale del quale si parla.

## Descrizione
Non necessariamente tale figura coincide con quella del direttore responsabile della testata giornalistica. Con l'evoluzione dei mass media il ruolo del commentatore (non esclusivamente politico) non è molto cambiato, anche se la collocazione dei suoi scritti non è più rigida e legata a precise regole di impaginazione.
La figura dell'editorialista è assai diffusa, nella carta stampata e nell'informazione radiotelevisiva, nel mondo dell'informazione anglosassone (dove tale ruolo è spesso ricoperto dai cosiddetti anchorman).
Un tempo, nel giornalismo tradizionale, all'editorialista veniva riservato il cosiddetto elzeviro: l'articolo di "apertura" della terza pagina (per tradizione, la pagina riservata alla cultura).
Alcune grandi firme del giornalismo - conosciute per il loro ruolo di editorialisti - sono state anche personaggi politici, come - ad esempio - Giovanni Spadolini, o scrittori, come Alberto Bevilacqua. Uno degli editorialisti più noti del giornalismo italiano è considerato Indro Montanelli.